# Bankdrukken op de Paralympische Zomerspelen 2012
Op de XIVe Paralympische Zomerspelen die in 2012 werden gehouden in  Londen, Verenigd Koninkrijk was bankdrukken een van de 20 sporten die werden beoefend.

## Evenementen
Er stonden twintig evenementen op het programma, tien voor de mannen en tien voor de vrouwen.
Mannen
- tot 48 kg
- tot 52 kg
- tot 56 kg
- tot 60 kg
- tot 67,5 kg
- tot 75 kg
- tot 82,5 kg
- tot 90 kg
- tot 100 kg
- boven 100 kg

Vrouwen
- tot 40 kg
- tot 44 kg
- tot 48 kg
- tot 52 kg
- tot 56 kg
- tot 60 kg
- tot 67,5 kg
- tot 75 kg
- tot 82,5 kg
- boven 82,5 kg

## Mannen
| Klasse       | Totaal gewicht | Land | Goud               | Land | Zilver              | Land | Brons                  |
| ------------ | -------------- | ---- | ------------------ | ---- | ------------------- | ---- | ---------------------- |
| tot 48 kg    | 180 kg         | NGR  | Yakubu Adesokan WR | RUS  | Vladimir Balynetc   | EGY  | Taha Abdelmagid        |
| tot 52 kg    | 176 kg         | CHN  | Qi Feng            | NGR  | Ikechukwu Obichukwu | RUS  | Vladimir Krivulya      |
| tot 56 kg    | 197 kg         | EGY  | Sherif Othman      | NGR  | Anthony Ulonnam     | CHN  | Jian Wang              |
| tot 60 kg    | 196 kg         | IRI  | Nader Moradi       | NGR  | Ifeanyi Nnajiofor   | CHN  | Quanxi Yang            |
| tot 67.5 kg  | 218 kg         | CHN  | Lei Liu            | IRI  | Roohallah Rostami   | EGY  | Shaaban Ibrahim        |
| tot 75 kg    | 225 kg         | IRI  | Ali Hosseini       | EGY  | Mohamed Elelfat     | CHN  | Peng Hu                |
| tot 82,5 kg  | 237 kg         | IRI  | Majid Farzin       | CHN  | Xiao Fei Gu         | EGY  | Metwaly Mathana        |
| tot 90 kg    | 241 kg         | EGY  | Hany Abdelhady     | CHN  | Huichao Cai         | GRE  | Pavlos Mamalos         |
| tot 100 kg   | 249            | EGY  | Mohamed Eldib WR   | CHN  | Dong Qi             | IRI  | Ali Sadeghzadehsalmani |
| boven 100 kg | 280 kg         | IRI  | Siamand Rahman     | IRQ  | Faris Al-Ajeeli     | KOR  | Keun Bae Chun          |

## Vrouwen
| Klasse        | Totaal gewicht | Land      | Goud             | Land    | Zilver                 | Land           | Brons            |
| ------------- | -------------- | --------- | ---------------- | ------- | ---------------------- | -------------- | ---------------- |
| tot 40 kg     | 106 kg         | Turkije   | Nazmiye Muslu    | China   | Zhe Cui                | GBR            | Zoe Newson       |
| tot 44 kg     | 109 kg         | Nigeria   | Ivory Nwokorie   | Turkije | Cigdem Dede            | Oekraïne       | Lidiia Soloviova |
| tot 48 kg     | 135 kg         | Nigeria   | Esther Oyema WR  | Rusland | Olesya Lafina          | China          | Shanshan Shi     |
| tot 52 kg     | 131 kg         | Nigeria   | Joy Onaolapo WR  | Rusland | Tamara Podpalnaya      | China          | Cuijuan Xiao     |
| tot 56 kg     | 142 kg         | Egypte    | Fatma Omar       | Nigeria | Lucy Ejike             | Turkije        | Ozlem Becerikli  |
| tot 60 kg     | 135 kg         | Mexico    | Amalia Perez     | China   | Yan Yang               | Egypte         | Amal Mahmoud     |
| tot 67,5 kg   | 146 kg         | Frankrijk | Souhad Ghazouani | China   | Yujiao Tan             | Nigeria        | Victoria Nneji   |
| tot 75 kg     | 146 kg         | China     | Taoying Fu       | Nigeria | Folashade Oluwafemiayo | Chinees Taipei | Tzu-Hui Lin      |
| tot 82,5 kg   | 145 kg         | Nigeria   | Loveline Obiji   | Egypte  | Randa Mahmoud          | China          | Yanmei Xu        |
| boven 82,5 kg | 162 kg         | Nigeria   | Grace Anozie     | Egypte  | Heba Ahmed             | Mexico         | Perla Barcenas   |

## Medaillespiegel
| Plaats | Land                | NPC    | Goud | Zilver | Brons | Totaal |
| 1      | Nigeria             | NGR    | 6    | 5      | 1     | 12     |
| 2      | Egypte              | EGY    | 4    | 3      | 4     | 11     |
| 3      | Iran                | IRI    | 4    | 1      | 1     | 6      |
| 4      | China               | CHN    | 3    | 6      | 6     | 15     |
| 5      | Turkije             | TUR    | 1    | 1      | 1     | 3      |
| 6      | Mexico              | MEX    | 1    | 0      | 1     | 2      |
| 7      | Frankrijk           | FRA    | 1    | 0      | 0     | 1      |
| 8      | Rusland             | RUS    | 0    | 3      | 1     | 4      |
| 9      | Irak                | IRQ    | 0    | 1      | 0     | 1      |
| 10     | Verenigd Koninkrijk | GBR    | 0    | 0      | 1     | 1      |
| 10     | Griekenland         | GRE    | 0    | 0      | 1     | 1      |
| 10     | Zuid-Korea          | KOR    | 0    | 0      | 1     | 1      |
| 10     | Chinees Taipei      | TPE    | 0    | 0      | 1     | 1      |
| 10     | Oekraïne            | UKR    | 0    | 0      | 1     | 1      |
| Totaal | Totaal              | Totaal | 20   | 20     | 20    | 60     |

Atletiek · Bankdrukken · Basketbal · Blindenvoetbal · Boogschieten · Boccia · CP-voetbal · Goalball · Judo · Paardensport · Roeien · Rugby · Schermen · Schietsport · Tafeltennis · Tennis · Volleybal · Wielersport · Zeilen · Zwemmen
New York & Stoke Mandeville 1984 ·
Seoel 1988 ·
Barcelona 1992 ·
Atlanta 1996 ·
Sydney 2000 ·
Athene 2004 ·
Peking 2008 ·
Londen 2012 ·
Rio de Janeiro 2016 ·
Tokio 2020 ·
Parijs 2024 ·
Los Angeles 2028